# Cassinhòlas
Cassinhòlas (en francès Cassagnoles) és un municipi francès situat al departament del Gard i a la regió d'Occitània.